# Evelyn de Morgan
Evelyn De Morgan (n. 30 august 1855, Londra, Anglia, Regatul Unit – 2 mai 1919, Londra, Anglia, Regatul Unit) a fost o pictoriță engleză ale cărei lucrări au fost influențate de stilul mișcării prerafaelite. A fost o adeptă a lui Edward Burne-Jones, un alt pictor prerafaelit. Tablourile ei prezintă: spiritualitatea; utilizarea de teme mitologice, biblice și literare; rolul femeilor; lumina și întunericul ca metafore; viață și moarte; și alegorii de război.

## Viața timpurie
S-a născut Mary Evelyn Pickering pe strada Grosvenor, nr. 6, din părinții din clasa de mijloc superioară Percival Pickering QC, registrator în Pontefract, și Anna Maria Wilhelmina Spencer Stanhope, sora artistului John Roddam Spencer Stanhope și descendent al lui Thomas Coke de Norfolk, care era conte de Leicester.
Evelyn a fost educată acasă și a început lecții de desen, pe când ea avea 15 ani. În dimineața celei de-a șaptesprezecea zi de naștere, Evelyn a scris în jurnalul ei: „Arta este eternă, dar viața este scurtă...“, „Voi remedia asta, nu am nici un moment de pierdut“. Ea a început să-și convingă părinții să o lase să meargă la școală de artă. La început au descurajat-o, dar în 1873 a fost înscrisă la Școala de Artă Frumoasă "Slade". A primit o bursă la "Slade" care i-a dat dreptul la trei ani de asistență financiară. Întrucât bursa includea necesitatea să deseneze nuduri folosind cărbune, nu s-a arătat interesată de această tehnică și a refuzat bursa în cele din urmă.
A fost, de asemenea, eleva unchiului ei, John Roddam Spencer Stanhope, care a avut o mare influență asupra operelor sale. Începând din 1875, Evelyn l-a vizitat de mai multe ori la Florența, unde acesta trăia. Acest lucru i-a permis să studieze marii artiști ai Renașterii; ea a fost deosebit de atrasă de lucrările lui Botticelli. Acest lucru a influențat-o să se îndepărteze de subiectele clasice preferate de școala "Slade" și să își formeze stilul ei. A expus pentru prima oară în 1877 la Galeria "Grosvenor" din Londra și a continuat să-și prezinte picturile și după aceea.

## Viața personală
În august 1883 Evelyn l-a întâlnit pe ceramistul William De Morgan, iar la 5 martie 1887 s-au căsătorit. Și-au petrecut viața împreună în Londra. Evelyn, o pacifistă convinsă, și-a exprimat oroarea față de primul război mondial și de războiul din Africa de Sud în peste cincisprezece tablouri de război, inclusiv Crucea Roșie și SOS.
Legat de preocupările artistice, banii erau lipsiți de importanță pentru familia De Morgan; orice profit din vânzările de tablouri ale lui Evelyn au mers spre finanțarea afacerii de ceramică a lui William, Evelyn contribuind în mod activ cu idei la proiectele de ceramică.
La doi ani după moartea lui William, în 1917, Evelyn a murit la 2 mai 1919 la Londra și a fost înmormântată în Cimitirul "Brookwood", aproape de Woking, Surrey.

## Lucrări

Noapte și Somn, 1878

În august 1875 De Morgan a vândut primul ei de tablou Tobias și îngerul. Primul ei tablou expus, Sf. Ecaterina din Alexandria, a fost prezentat la Galeria "Dudley" în 1876. În 1877, De Morgan a prezentat două lucrări la Galeria "Dudley" (de vânzare) și a fost invitată să expună la prima expoziție de la Galeria "Grosvenor". 

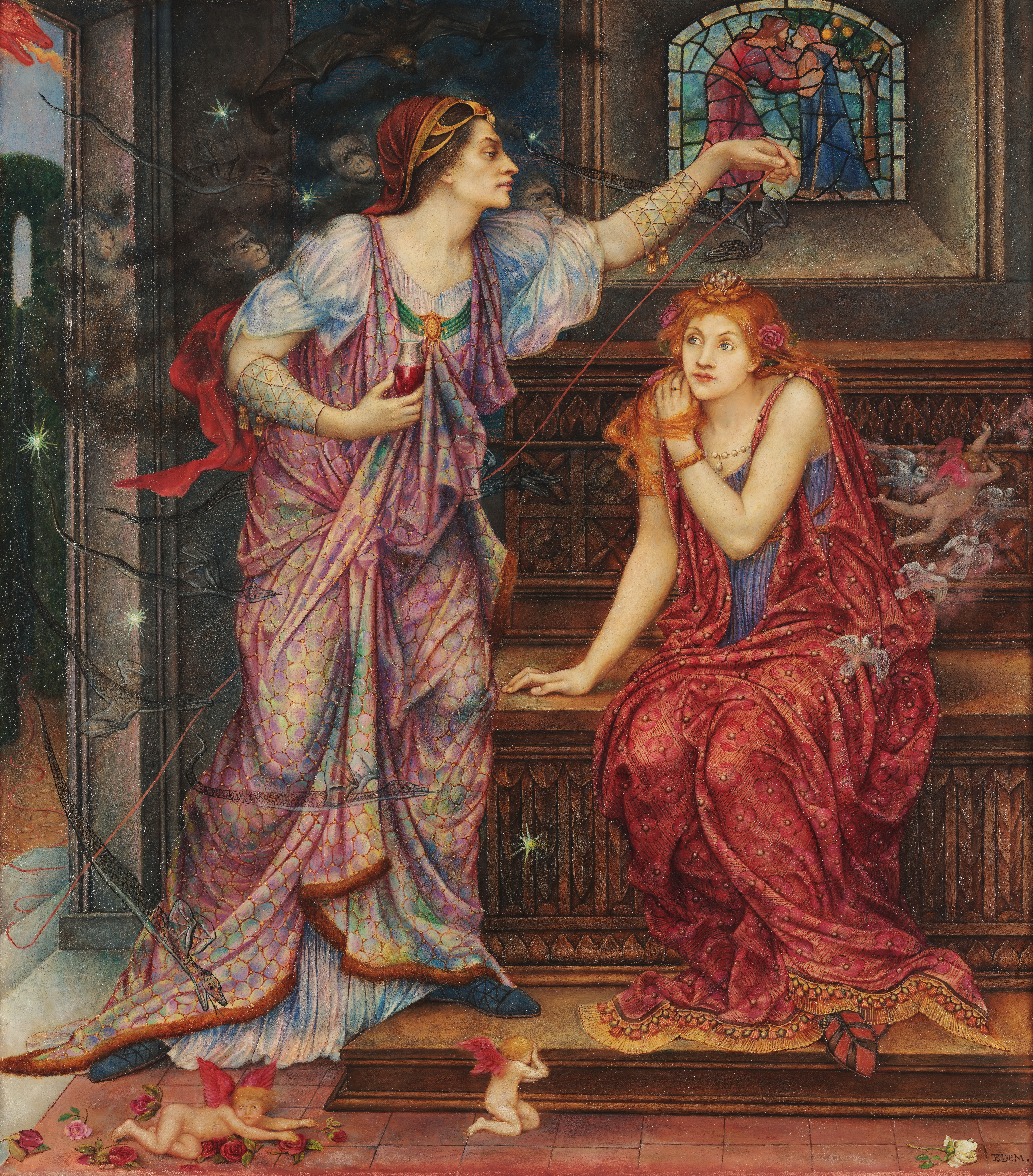
Regina Eleanor și Frumoasa Rosamund

În octombrie 1991, șaisprezece picturi canvas au fost distruse în urma incendiului de la depozitul "Bourlet". 
- Tobias și îngerul (1875)
- Cadmus și Armonia (1877)
- Ariadne la Naxos (1877)

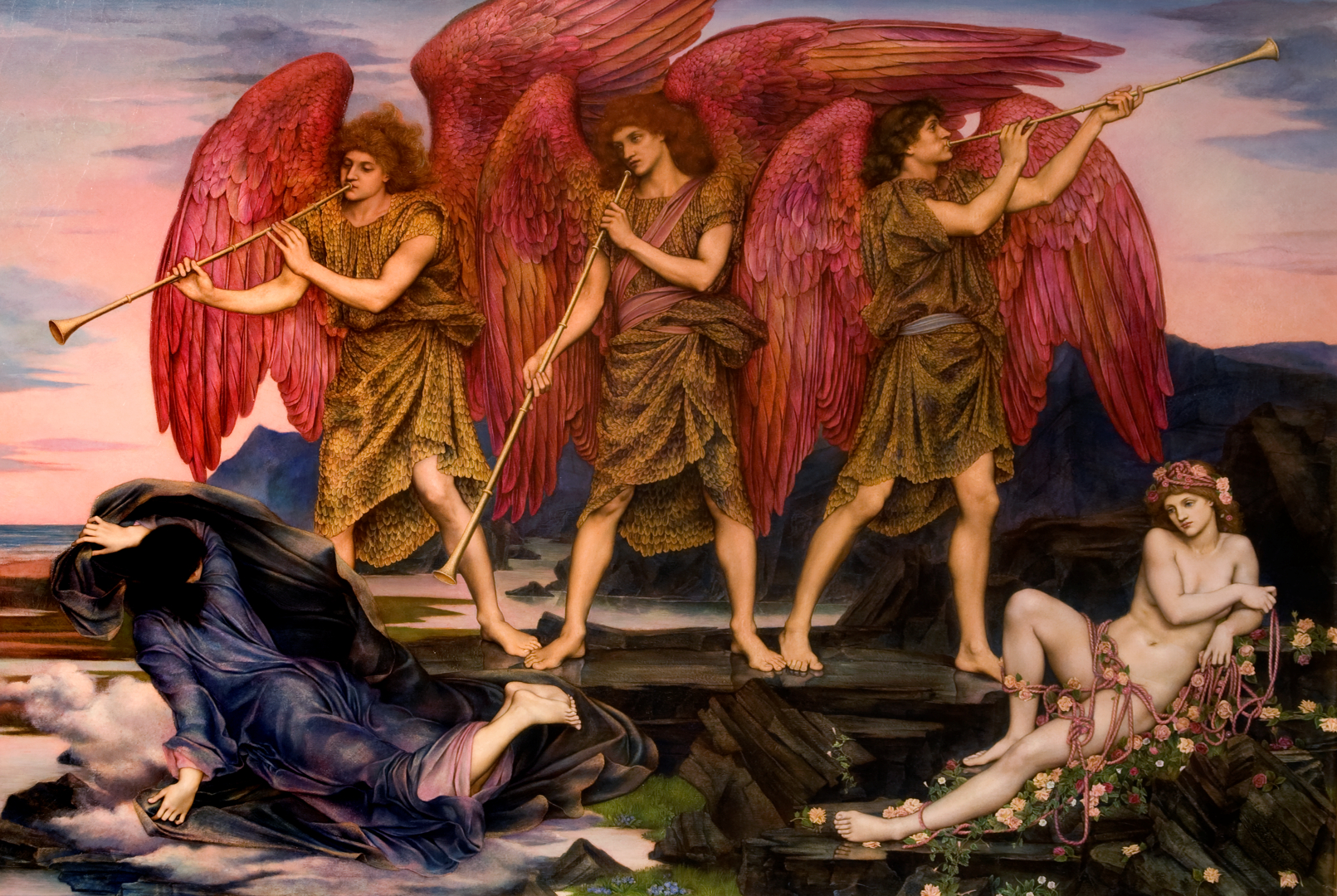
Aurora Triumphans

- Aurora triumfătoare (1877–78[11] or c. 1886[12]), Muzeul "Russell-Cotes", Bournemouth
- Noapte și Somn (1878)
- Zeița înfloririi și a florilor (1880)
- Surorile Grey (1880–81)
- Phosphorus and Hesperus (1882)
- Lângă apa Babilonului (1882–83)
- Somnul și moartea, copiii noții (1883)
- Salutul sau vizita (1883),
- Trecerea iubirii (1883–1884)
- Dryad (1884–85)
- Luna (1885)
- Fecioarele mării (1885–86)
- Speranța într-o închisoare a disperării (1887)
- Închisoarea sufletului (1888)
- Dragoste, înșelătoarea (1889), colecție privată
- Medeea (1889), Galeria de Artă "Williamson", Birkenhead
- Îngerul morții (1890), colecție privată
- Grădina șansei (1892)
- Viața și gândul ieșind din mormânt (1893), Galeria de Artă "Walker", Liverpool
- Flora (1894)
- Eos (1895), Muzeul de Artă din Columbia, Carolina de Sud
- Țara nedescoperită, Muzeul de Artă din Columbia, Carolina de Sud
- Lux în tenebre (1895)
- Boreas și Oreithyia (1896)
- Bogățiile pământului (1897)
- Îngerul morții (1897), colecție privată
- Elena din Troia (1898)
- Cassandra (1898)
- Valea umbrelor (1899)
- Spiritele furtunii (1900)
- Săracul care a salvat orașul (1901)
- Licoarea dragostei (1903)
- Ritmul toamnei (1905)
- Regina Eleanor și Frumoasa Rosamund (1905)
- Moartea unui fluture (c. 1905–10)
- Demeter plângând-o pe Persefona (1906)
- Port după furtuni pe mare (1905)
- Clepsidra (1905)
- Prizonierul (1907)
- Sf. Maria a Păcii (1907)
- Adularea lui Mammon (1909)
- Moartea dragonului (1914)
- Viziunea (1914), colecție privată
- Crucea Roșie (1918)
- Colivia aurită (1919)
- Deianera (necunoscut)
- Împărăția cerurilor suferă violență

## Legături externe
- Site web oficial